# Leading Lizzie Astray

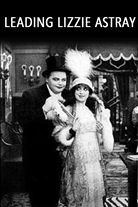
Leading Lizzie Astray

Leading Lizzie Astray est un court métrage américain muet en noir et blanc réalisé par Fatty Arbuckle et sorti en 1914.

## Synopsis
Un élégant gentleman a crevé un pneu de sa voiture ; un fermier accepte de lui changer son pneu. Pendant ce temps, le dandy commence à courtiser la fiancée du fermier, qui se laisse séduire.

## Fiche technique
- Réalisation : Fatty Arbuckle
- Producteur : Mack Sennett
- Musique : David Drazin
- Format : muet, noir et blanc
- Durée : 12 minutes[2]
- Genre : comédie
- Date de sortie : 30 novembre 1914 ( États-Unis)

## Distribution
- Roscoe 'Fatty' Arbuckle : un fermier
- Minta Durfee : Lizzie, la fiancée du fermier
- Mack Swain : In from the Mines
- Edgar Kennedy : Le chauffeur
- Phyllis Allen : Amorous Cafe Patron
- Charley Chase : Cafe Patron
- Al St. John : Cafe Patron
- Slim Summerville : Cafe Patron
- Leo White : Cafe Patron
- Jess Dandy : Cafe Patron (non crédité)
- Frank Hayes : Monocled Cafe Patron